# Victoria Park

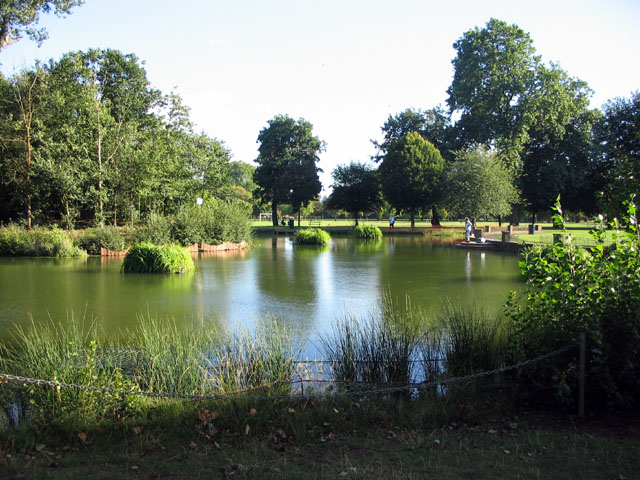
La 'Bassa de bany' del Victoria Park. No s'ha utilitzat per al bany des de 1936, però és molt preuada pels pescadors d'ençà el seu re-condicionament el 2005.

El Victoria Park (conegut localment amb el nom de Vicky Park) és un gran parc públic que s'estén a l'est de Londres entre els barris de Bethnal Green, Hackney i Bow. És vorejat per Old Ford Road. La integritat del parc es troba al borough de Tower Hamlets

## Orígens
Entre 1842 i 1846, 218 acres van ser comprats pel Crown Estate i després condicionats per l'arquitecte londinenc Sir James Pennethorne. Una part del terreny s'anomenava Bonner Fields, pel nom del bisbe Bonner, darrer Lord of the manor del barri de Stepney. El parc, originalment formava part de l'hotel del palau del bisbe, però va ser devastat a la meitat del segle xix per l'extracció de graves i d'argila destinats a la fabricació de maons.
Va ser obert al públic el 1845. Aquest gran parc recorda al Regent's Park (havent estat aquest darrer dissenyat per John Nash, el mestre de Pennethorne), tot i que menys sovintejat, es considera un dels parcs més bonics de l'est londinenc.
És vorejat, per dos dels seus costats, per canals: el Regent's Canal a la banda oest i l'Hertford Union Canal al sud. Una de les portes manté el nom del bisbe Bonner. L'entrada principal a Sewardstone Road és guardada d'ençà 1912 pels Gossos d'Alcibíades.

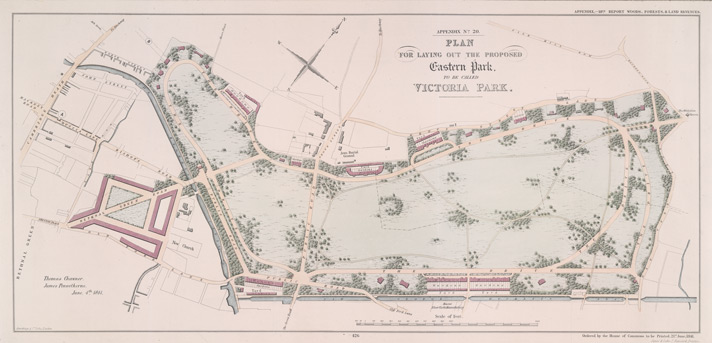
Una vista del plànol original proposat el 1841.

## El parc del poble
Al final de la segona meitat del segle xix, el Victoria Park ha esdevingut un lloc privilegiat per a la classe obrera de l'East End londinenc. Es podria que, per a certs nens dels anys 1880, el parc fos l'única superfície ininterrompuda d'herba verda que mai no haguessin vist. Els avantatges com la bassa de bany (foto de la dreta) han permès a molts d'aprendre a nedar on la majoria de les instal·lacions de l'època (com les de Shacklewell) no servien més que de banys públics.
La reputació del Victoria Park com a 'parc del poble' ha crescut quan va esdevenir un punt de trobada per a les reunions polítiques i les concentracions de tota mena, superant potser, en importància, els del més cèlebre Hyde Park.
El parc fa d'enllaç entre Tower Hamlets-caigut en la pobresa al segle xix i amb una forta tradició de socialisme i d'agitació revolucionària- i Hackney, més refinat, però hereu d'una descendència centenària de dissidents religiosos i d'inconformistes que han fet la seva pròpia versió més aviat feroç del reformisme. No és doncs sorprenent que el parc hagi esdevingut l'amfitrió de Speakers' Corner.
Encara que tothom pogués lliurement deixar anar els seus assumptes a la plaça pública, les afluències més grans eren al voltant de les "estrelles" socialistes com William Morris o Annie Besant.

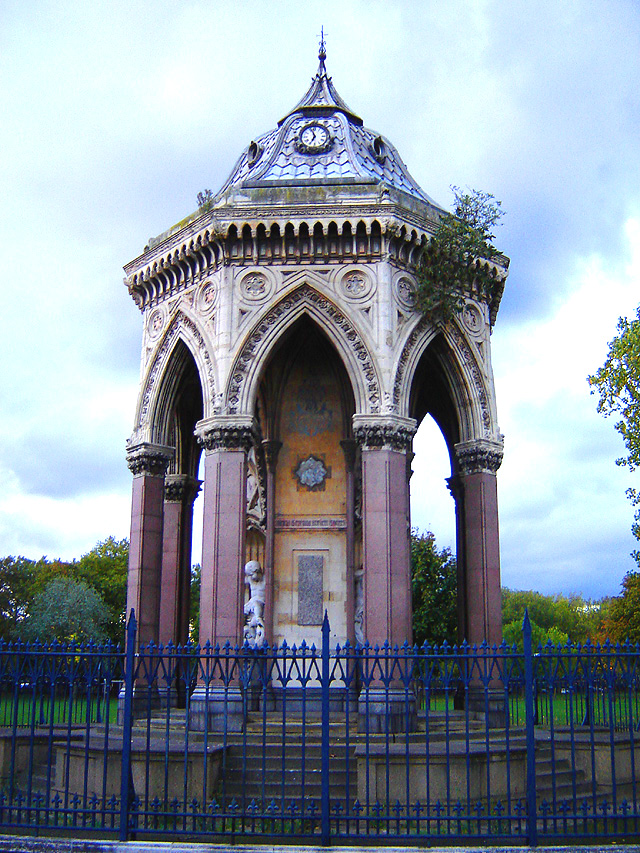
La font del Victoria Park, erigida per baronessa Angela Burdett-Coutts el 1862.

Aquesta descripció de J H Rooney, periodista a l'Harper's Magazine (febrer de 1888) evoca una escena que sembla prefigurar el que serà Internet:
"Sobre l'enorme gespa central, hi ha nombrosos grups escampats, alguns són molt densos. Gairebé totes les faccions religioses d'Anglaterra i tots els partits polítics i socials prediquen les seves idees i els seus arguments. [...]
"Sobre aquesta gespa, el públic pot si ho desitja, entendre Maltusianisme, l'ateisme, l'agnosticisme, el secularisme, el Calvinisme, el socialisme, l'anarquisme, el Salvacionisme, el Darwinisme, i fins i tot, en casos més excepcionals, el Swedenborgianisme i el Mormonisme. Hi he sentit una vegada un profeta, un home que es creia inspirat per Déu; però aquest profeta ha acabat tancat en un asil, on hauria de convertir el doctor abans de poder trobar la seva llibertat".
La tradició dels oratoris públics al parc ha continuat després de la Segona Guerra Mundial, en els concerts de rock d'orientació política com aquells organitzats per Rock Against Racism i l'Antinazi League als anys 1970 i 1980. És tradició per a les marxes o desfilades d'arrencar o d'acabar al Victoria Park.

## La Segona Guerra Mundial

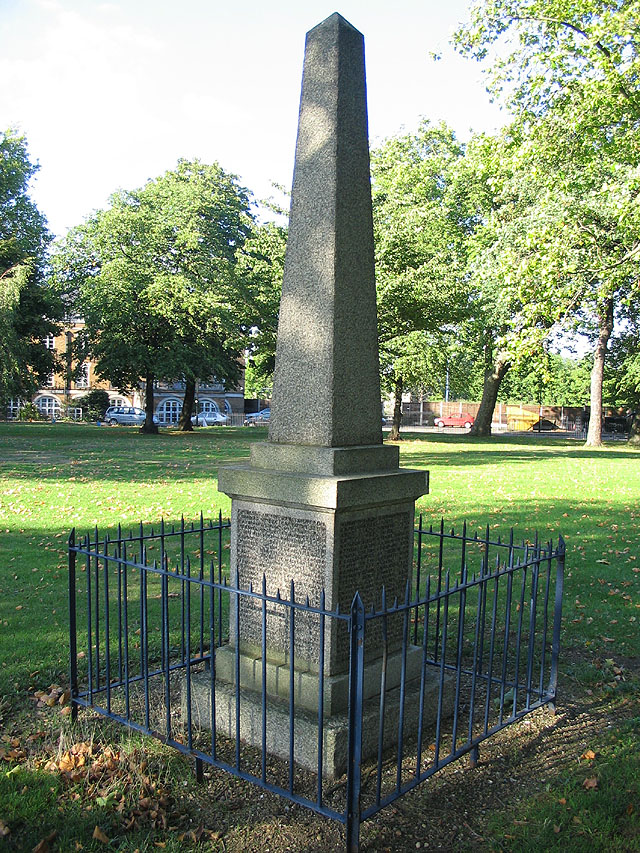
El memorial de la Primera Guerra Mundial d'Hackney Wick

Durant la guerra, el Victoria Park ha continuat estant tancat al públic per fer-ne un lloc antiaeri més gran incloent un camp de presoners de guerra per als presoners italians i després alemanys. Els canons eren assenyadament col·locats sobre la ruta dels bombarders alemanys que viraven al nord-oest després d'haver atacat els molls i els magatzems situats més al sud en el que és d'ara endavant Tower Hamlets. El parc era doncs d'una gran importància estratègica.
Les sales de comandament dels canons es trobaven sota terra, en búnquers. Un habitant de Hackney de l'època contava:
"Quan he estat dirigit per l'exèrcit a aquestes sales el 1952 per ajudar a tancar-los abans la seva eventual demolició.
Quina no va ser la meva sorpresa, després de tots aquests anys de viure a menys de cinc minuts a peu, de no haver sabut mai on eren, a més, han llençat bombes sobre tot el veïnat, però a aquest lloc mai no s'hi ha arribat. Tanmateix, les sales d'operacions eren enterrades molt profundament."

El llac del Victoria Park (2004)